# Lijst van helderste sterren (chronologisch)
Als de eigenbeweging, afstand en radiële snelheid bekend kan de afstand en magnitude van sterren in het verleden en in de toekomst geschat worden. Dan blijkt dat Sirius niet altijd de na de Zon helderste ster was en zal zijn.
Dit is een lijst van voormalig en toekomstig helderste sterren aan de nachtelijke hemel.
| Ster                  | Start jaar | Einde jaar | Maximum jaar | Maximum magnitude | afstand op maximum (LY) | huidige afstand | huidige magnitude |
| --------------------- | ---------- | ---------- | ------------ | ----------------- | ----------------------- | --------------- | ----------------- |
| Algol                 | ...        | ...        | -7.300.000   | -2,5              | 9,8                     | 92.8            | 2,12              |
| Epsilon Canis Majoris | ...        | -4.460.000 | -4.700.000   | -3,99             | 34                      | 430             | 1,50              |
| Beta Canis Majoris    | -4.460.000 | -3.700.000 | -4.420.000   | -3,65             | 37                      | 500             | 1,99              |
| Canopus (eerste keer) | -3.700.000 | -1.370.000 | -3.110.000   | -1,86             | 177                     | 310             | -0,72             |
| Zeta Sagittarii       | -1.370.000 | -1.080.000 | -1.200.000   | -2,74             | 8                       | 89,1            | 2,60              |
| Zeta Leporis          | -1.080.000 | -950.000   | -1.050.000   | -2,05             | 5,3                     | 70              | 3,55              |
| Canopus (tweede keer) | -950.000   | -420.000   | -950.000     | -1,09             | 252                     | 310             | -0,72             |
| Aldebaran             | -420.000   | -210.000   | -320.000     | -1,54             | 21,5                    | 65              | 0,85              |
| Capella               | -210.000   | -160.000   | -240.000     | -0,82             | 27,9                    | 42,2            | 0,08              |
| Canopus (derde keer)  | -160.000   | -90.000    | -160.000     | -0,70             | 302                     | 310             | -0,72             |
| Sirius (huidige)      | -90.000    | +210.000   | +60.000      | -1,64             | 7,8                     | 8,6             | -1,46             |
| Vega                  | +210.000   | +480.000   | +290.000     | -0,81             | 17,2                    | 25,04           | 0,03              |
| Canopus (vierde keer) | +480.000   | +990.000   | +480.000     | -0,40             | 346                     | 310             | -0,72             |
| Beta Aurigae          | +990.000   | +1.150.000 | +1.190.000   | -0,40             | 28,5                    | 82,1            | 1,9               |
| Delta Scuti           | +1.150.000 | +1.330.000 | +1.250.000   | -1,84             | 9,2                     | 187             | 4,72              |
| Gamma Draconis        | +1.330.000 | +2.030.000 | +1.550.000   | -1,39             | 27,7                    | 154             | 2,36              |
| Upsilon Librae        | +2.030.000 | +2.670.000 | +2.290.000   | -0,46             | 30                      | 195             | 3,6               |
| NR Canis Majoris      | +2.670.000 | +3.050.000 | +2.870.000   | -0,88             | 14                      | 280             | 5,6               |
| Omicron Herculis      | +3.050.000 | +3.870.000 | +3.470.000   | -0,63             | 44                      | 346             | 3,83              |
| Beta Cygni            | +3.870.000 | ...        | +4.610.000   | -0,52             | 80                      | 390             | 3,18              |

Dit overzicht is mogelijk incompleet; u kunt helpen door het uit te breiden.